# Nuoto ai XVI Giochi del Mediterraneo - 200 metri stile libero femminili

## Record
Prima di questa competizione, il record del mondo (WR) e il record dei Giochi del Mediterraneo (GR) erano i seguenti:
|    | 1'54"47 | Federica Pellegrini Italia | 8 marzo 2009 Riccione, Italia  |
| GR | 1'59"49 | Solenne Figuès Francia     | 27 giugno 2005 Almería, Spagna |

## Batterie
Martedì 30 giugno, ore 10:15 CEST.
Si sono svolte 3 batterie di qualificazione. Le prime 8 atlete si sono qualificate direttamente per la finale.
| #  | Batteria | Corsia | Atleta                   | Nazionalità | Tempo   | Note |
| -- | -------- | ------ | ------------------------ | ----------- | ------- | ---- |
| 1  | 2        | 4      | Patricia Castro Ortega   | Spagna      | 2'00"72 | Q    |
| 2  | 3        | 4      | Ophélie-Cyrielle Étienne | Francia     | 2'01"76 | Q    |
| 3  | 2        | 5      | Arantxa Ramos Plasencia  | Spagna      | 2'02"14 | Q    |
| 4  | 3        | 3      | Anna Stylianou           | Cipro       | 2'02"23 | Q    |
| 5  | 1        | 3      | Vasiliki Tsampasian      | Grecia      | 2'03"00 | Q    |
| 6  | 2        | 3      | Eleni Kosti              | Grecia      | 2'03"05 | Q    |
| 7  | 3        | 5      | Alice Carpanese          | Italia      | 2'03"21 | Q    |
| 8  | 1        | 6      | Lara Grangeon            | Francia     | 2'04"30 | Q    |
| 9  | 1        | 5      | Margaux Fabre            | Francia     | 2'04"54 |      |
| 10 | 3        | 6      | Nina Sovinek             | Slovenia    | 2'04"85 |      |
| 11 | 3        | 7      | Burcu Dolunay            | Turchia     | 2'05"38 |      |
| 12 | 2        | 2      | Zeineb Khalfallah        | Tunisia     | 2'05"54 |      |
| 13 | 2        | 6      | Milica Ostojic           | Serbia      | 2'05"94 |      |
| 14 | 1        | 2      | Lea Kos                  | Slovenia    | 2'07"68 |      |
| 15 | 2        | 7      | Andrea Basaraba          | Serbia      | 2'07"87 |      |
| 16 | 1        | 7      | Yesim Giresunlu          | Turchia     | 2'08"47 |      |
| 17 | 3        | 1      | Nibal Yamout             | Libano      | 2'12"66 |      |
| -  | 1        | 4      | Flavia Zoccari           | Italia      | DNS     |      |

## Finale
Martedì 30 giugno, ore 18:06 CEST.
La francese Margaux Fabre, prima delle non classificate, prende il posto della connazionale Lara Grangeon.
La gara vede la vittoria della spagnola Patricia Castro Ortega che ottiene anche il record dei Giochi sulla distanza. Alle sue spalle giungono la francese Ophélie-Cyrielle Étienne e l'italiana Alice Carpanese.
| Posizione | Corsia | Atleta                   | Paese   | Tempo   | Note |
| --------- | ------ | ------------------------ | ------- | ------- | ---- |
|           | 4      | Patricia Castro Ortega   | Spagna  | 1'58"91 | GR   |
|           | 5      | Ophélie-Cyrielle Étienne | Francia | 1'59"11 |      |
|           | 1      | Alice Carpanese          | Italia  | 2'00"67 |      |
| 4         | 6      | Anna Stylianou           | Cipro   | 2'00"76 |      |
| 5         | 3      | Arantxa Ramos Plasencia  | Spagna  | 2'02"68 |      |
| 6         | 7      | Eleni Kosti              | Grecia  | 2'02"73 |      |
| 7         | 2      | Vasiliki Tsampasian      | Grecia  | 2'03"37 |      |
| 8         | 8      | Margaux Fabre            | Francia | 2'03"90 |      |